# 764 Gedania
Gedania (asteroide 764) é um asteroide da cintura principal com um diâmetro de 58,28 quilómetros, a 2,844066 UA. Possui uma excentricidade de 0,1070606 e um período orbital de 2 076,21 dias (5,69 anos).
Gedania tem uma velocidade orbital média de 16,68913722 km/s e uma inclinação de 10,07278º.
Esse asteroide foi descoberto em 26 de Setembro de 1913 por Franz Kaiser.